# أوستوماكيون

أوستوماكيون (حسب سوتير؛ نحتاج لمضاعفة هذه النسخة جانبيًا مرتين لمطابقة النسخة الواردة في طرسية أرخميدس)

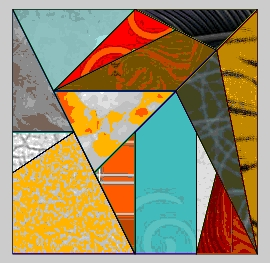
أوستوماكيون (حسب سوتير): مربع ناتج من قلب بعض القطع

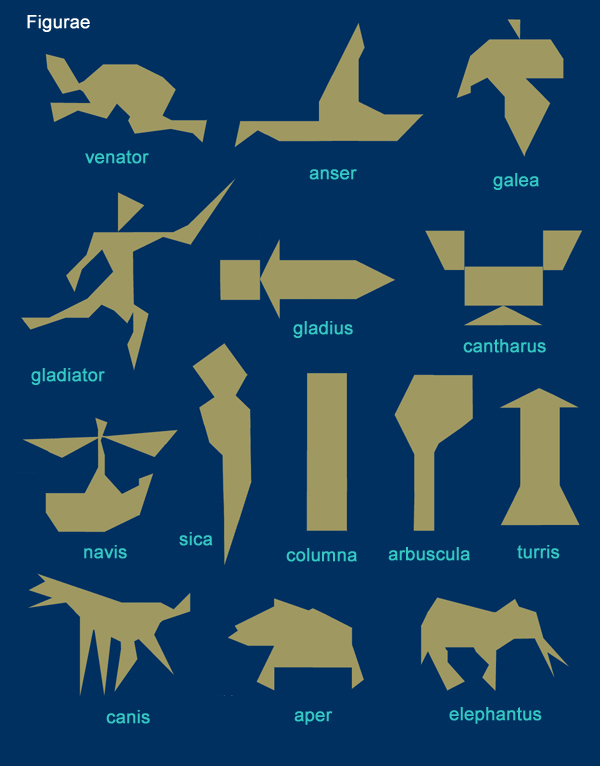
أشكال أوستوماكيون ذكرها أوسونيوس وآخرون (مكتبة أوغستانا)

أوستوماكيون (بالإنجليزية: Ostomachion)، أو صندوق أرخميدس (باللاتينية: loculus Archimedius) أو (باللاتينية: syntomachion)، هي رسالة رياضية منسوبة لأرخميدس. وصلتنا بعض أجزاء هذه الرسالة في نسخة عربية وفي نسخة عن اليونانية القديمة في طرسية أرخميدس المكتوبة في العصر البيزنطي.
كلمة Ostomachion (بالإغريقية: Ὀστομάχιον)، وتعني «قتال بالعِظَام»، من ὀστέον (osteon) بمعنى عظم، و μάχη (mache) بمعنى قتال، نزال، أو معركة.
لاحظ أن المخطوطات تشير لكلمة "Stomachion" ستوماكيون، وهو تحريف واضح للغة اليونانية الأصلية.
ذكر أوسونيوس الاسم الصحيح "Ostomachion" (quod Graeci ostomachion vocavere «التي أسماها الإغريق أوستوماكيون»).
كانت أوستوماكيون التي وصفها لغزًا مشابهًا للتنجرام وربما كان يلعبها عدة أشخاص بقطع مصنوعة من العظام. لا يُعرف أيهما أقدم، دارسة أرخميدس للشكل الهندسي، أو اللعبة نفسها. تحدث كل من فيكتورينوس وكاسيوس باسوس  وإنوديوس ولوكريتيوس عن اللعبة أيضًا.

## اللعبة
اللعبة عبارة عن لغز تقطيع (dissection puzzle) أو لغز تحويل، مكونة من 14 قطعة تشكل مربعًا. أحد أشكال اللعب المذكورة في النصوص الكلاسيكية هي إنشاء أشياء مختلفة، وحيوانات، ونباتات، الخ بترتيب القطع: فيل، أو شجرة، أو كلب ينبح، أو سفينة، أو سيف، أو برج، إلخ.
اقتراح آخر هو أنها تنشط وتطور مهارات التذكر لدى الشباب. ذكر جيمس جاو، في هوامش كتابه «تاريخ موجز للرياضيات اليونانية» (1884)، أن هدف اللعبة هو إعادة القطع لصندوقها، وكان هذا أيضا رأي روس بول في بعض طبعات كتابه "Mathematical Essays and Recreations" (ألغاز ومقالات رياضياتية)، ولكن حُذِفَ في طبعة عام 1939.
حُدِدَت عدد الطرق المختلفة لترتيب أجزاء الأوستوماكيون داخل مربع بـ 17152 طريقة، توصل لهذه النتيجة كلا من فان تشونغ وبيرسي دياكونيس وسوزان بي هولمز ورونالد جراهام، وأكدها William H. Cutler في بحثه مستخدما الحاسب الآلي. ورغم ذلك، هناك جدل حول هذا الرقم لأن الصور التي وصلتنا من اللغز تظهره على شكل مستطيل وليس مربع، وربما يتعذر تدوير أو عكس القطع في هذه الحالة.

## للاستزادة
- J. L. Heiberg, Archimedis opera omnia, vol. 2, pp. 420 ff., Leipzig: Teubner 1881
- Reviel Netz & William Noel, The Archimedes Codex (Weidenfeld & Nicolson, 2007)
- J. Väterlein, Roma ludens (Heuremata - Studien zu Literatur, Sprachen und Kultur der Antike, Bd. 5), Amsterdam: Verlag B. R. Grüner bv 1976

## روابط خارجية
- هاينريش سوتر، لوكولوس
- جيمس جاو: تاريخ وجيز للرياضيات اليونانية
- W. W. R. Ball ، ألغاز ومقالات
- أوستوماكيون في مكتبة أوغستانا
- أوستوماكيون، لغز يوناني روماني
- كولاتا، جينا. «في لغز أرخميدس، لحظة» وجدتها«جديدة.» نيويورك تايمز . 14 ديسمبر 2003
- جولة في أوستوماكيون أرخميدس تأليف فان تشونغ ورونالد جراهام.